# Mirefleurs
Mirefleurs – miejscowość i gmina we Francji, w regionie Owernia-Rodan-Alpy, w departamencie Puy-de-Dôme.
Według danych na rok 1990 gminę zamieszkiwało 1708 osób, a gęstość zaludnienia wynosiła 189 osób/km² (wśród 1310 gmin Owernii Mirefleurs plasuje się na 128. miejscu pod względem liczby ludności, natomiast pod względem powierzchni na miejscu 848.).